# Rosjanie w Toruniu

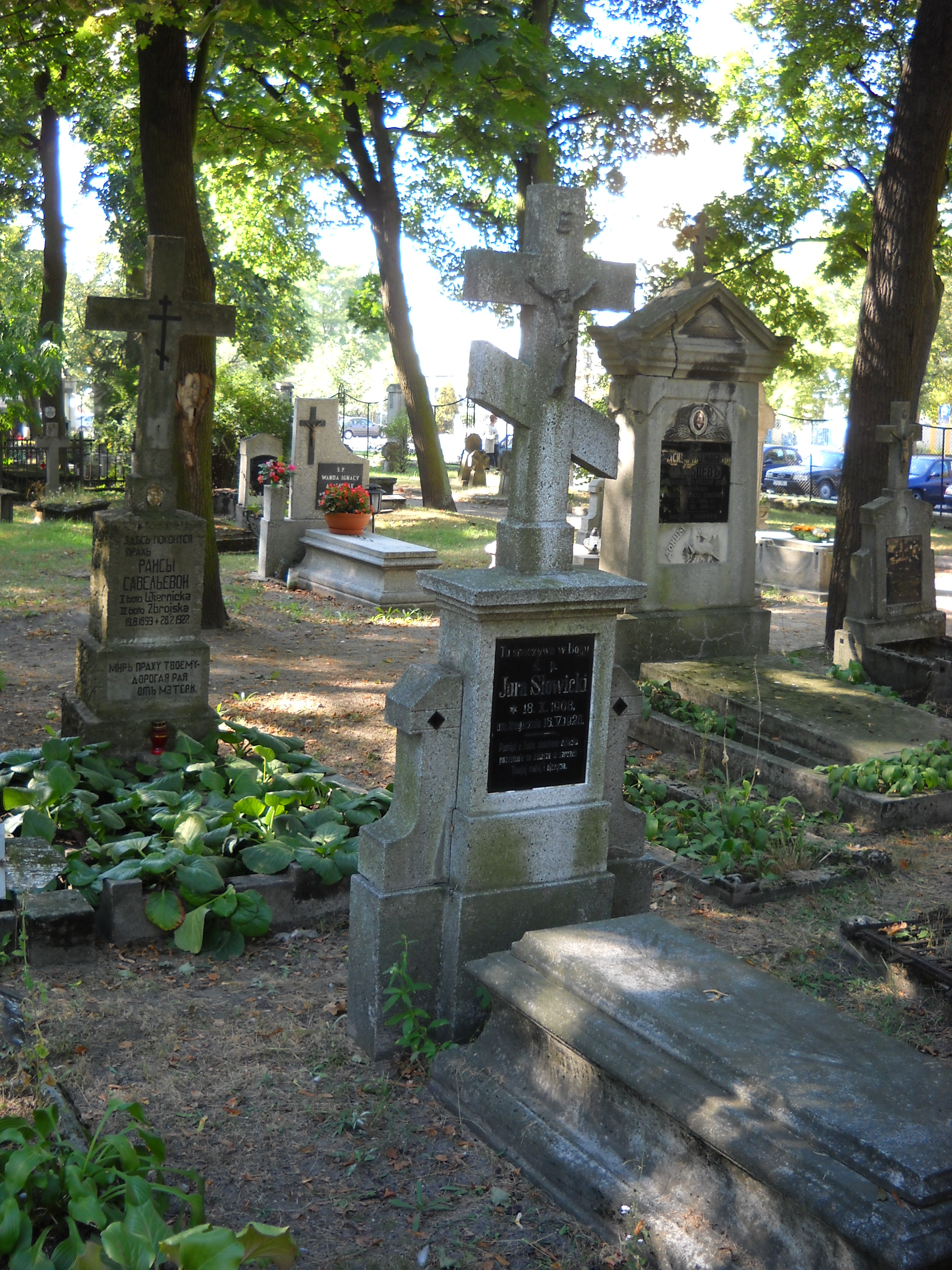
Groby Rosjan osiadłych w Toruniu przed II wojną światową na cmentarzu garnizonowym przy ul. Grudziądzkiej

Rosjanie w Toruniu – grupa narodowa, wyznająca w większości religię prawosławną, na większą skalę obecna w Toruniu od dwudziestolecia międzywojennego. Osiedlający się wówczas w Toruniu Rosjanie byli w większości przeciwnikami rewolucji październikowej, należącymi do białej emigracji rosyjskiej, lub też walczącymi po stronie polskiej w wojnie z bolszewikami i internowanymi w II RP po podpisaniu traktatu ryskiego. Ich liczebność ustabilizowała się na poziomie ok. 100. osób. W okresie międzywojennym była to grupa silnie zintegrowana, prowadząca działalność kulturalną i czynnie uczestnicząca w życiu parafii prawosławnej w Toruniu. Jej aktywność zamarła po II wojnie światowej, kiedy środowisko Rosjan stało się obiektem represji ze strony Urzędu Bezpieczeństwa. 
Rosjanie na małą skalę byli najprawdopodobniej obecni w Toruniu już wcześniej, nie tworząc jednak widocznej w życiu miasta społeczności. Najstarszym śladem, mogącym świadczyć o ich obecności jest płyta nagrobna z napisem w cyrylicy, wykonana w 1668.

## Jeńcy wojenni z okresu I wojny światowej
Pierwsze większe grupy Rosjan pojawiły się na Pomorzu po klęskach poniesionych w Prusach Wschodnich przez armię rosyjską w 1914. Grupa ta liczyła co najmniej kilkadziesiąt tysięcy osób (tylu jeńców dostało się do niewoli niemieckiej jedynie po bitwie pod Tannenbergiem). Jeńcy zostali rozlokowani w pośpieszenie organizowanych obozach w Tucholi, Czersku i Gdańsku, w których przebywali do końca wojny. Możliwość legalnego powrotu do Rosji otrzymali w listopadzie 1918. Kilkaset osób nie skorzystało jednak z tej możliwości. Dokumenty Urzędu Wojewódzkiego Pomorskiego w Toruniu mówią o 240 byłych jeńcach rosyjskich, którzy pozostali na terenie tego województwa. Wiadomo również, że osoby te ubiegały się w warszawskim Konsulacie Rosji o paszporty, uzyskując odpowiedzi odmowne i stając się bezpaństwowcami. Statystyki nie precyzują jednak, ilu spośród byłych jeńców osiedliło się na terenie Torunia.

## Internowani z wojny polsko-bolszewickiej

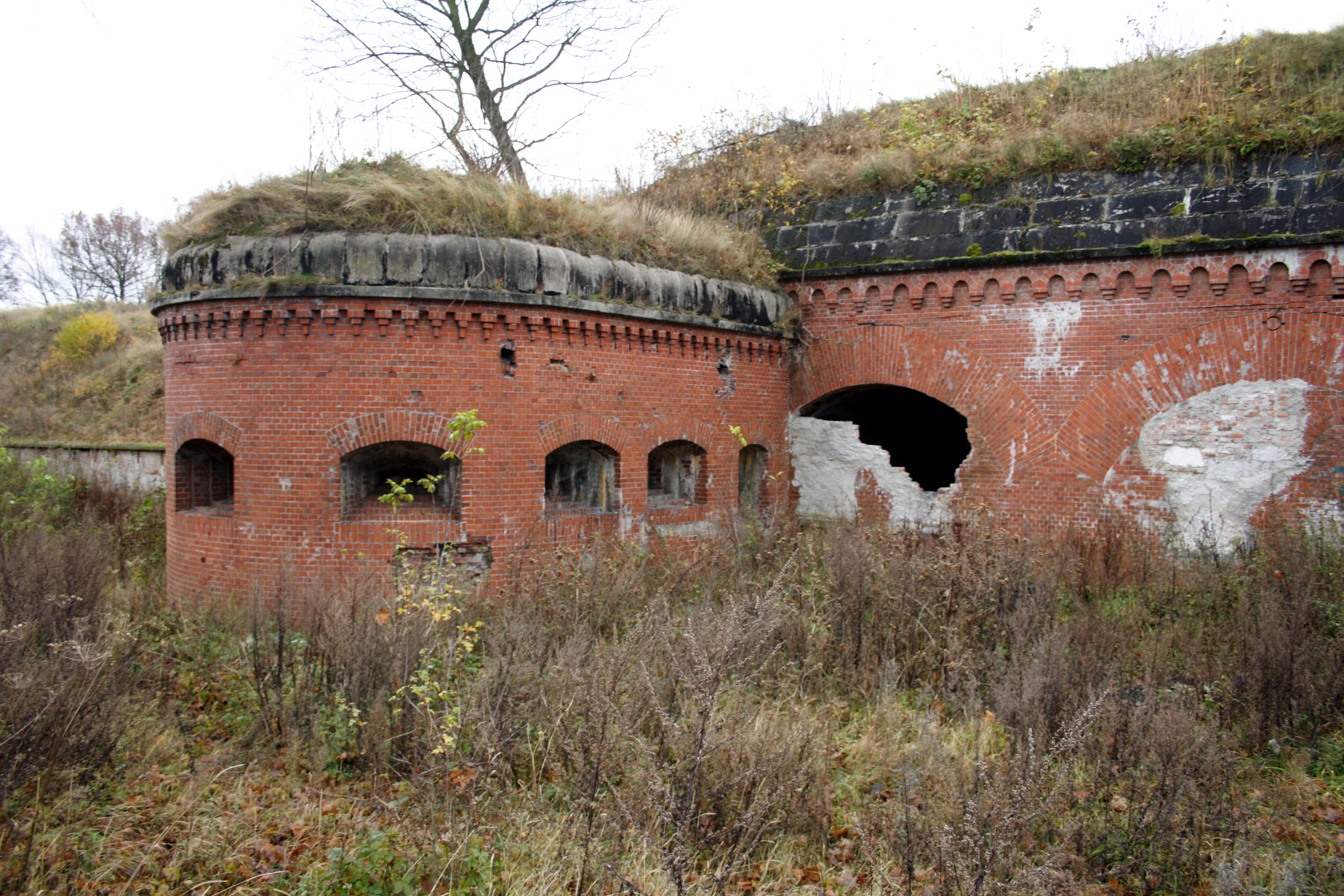
Współczesny widok fortu XII w Toruniu, jednego z obiektów Obozu Internowanych nr 15

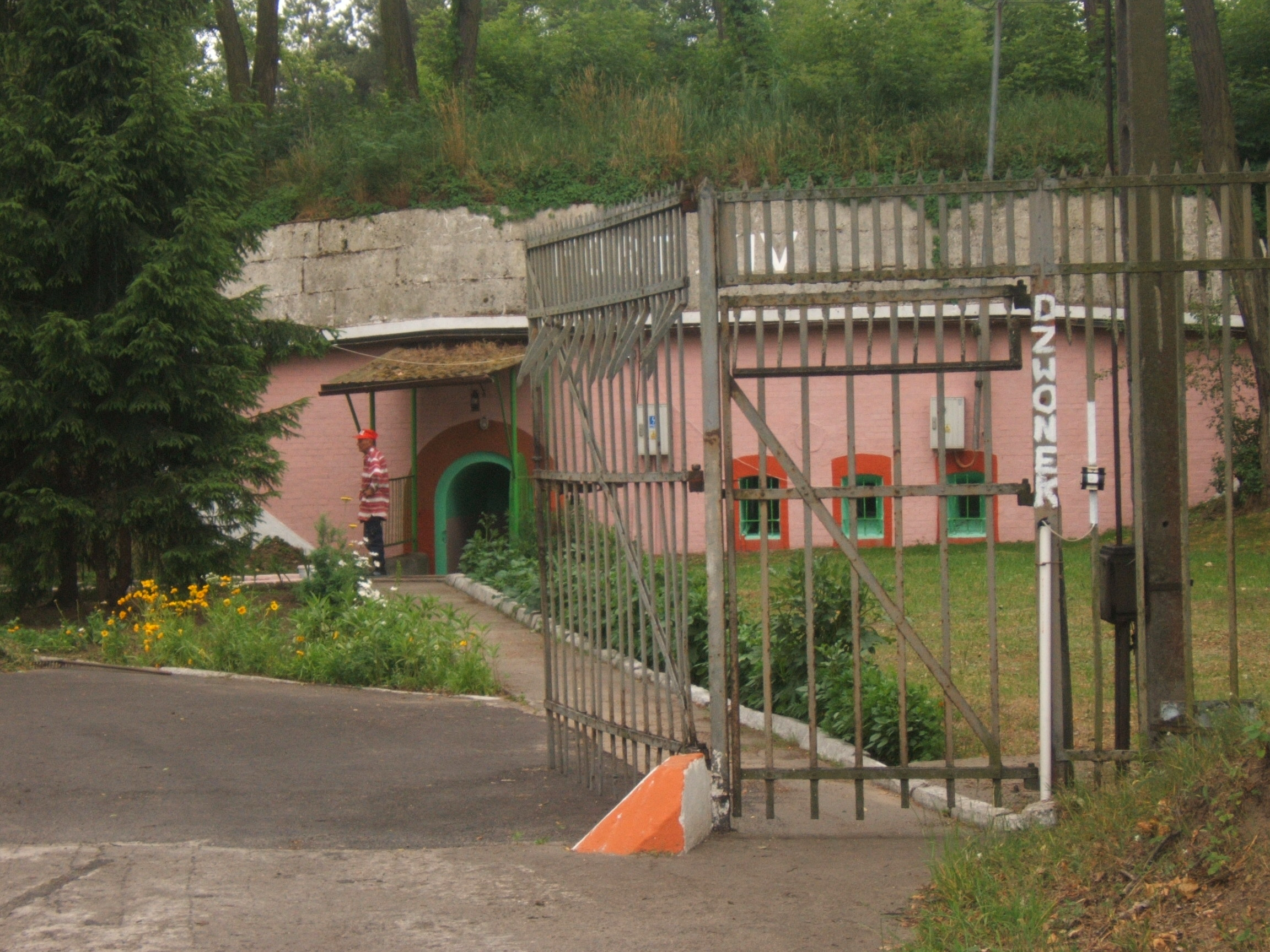
Współczesny widok fortu XIV w Toruniu

Po zakończeniu działań wojennych konfliktu polsko-bolszewickiego w grudniu 1920 w Toruniu powstał Obóz Internowanych nr 15, zlokalizowany w wybranych obiektach Twierdzy Toruń: forcie XI, forcie XIII, forcie XV (obiekty mieszkalne), forcie XIV, forcie XII (miejsca stacjonowania kompanii wartowniczych) i forcie II (szpital). Internowani Rosjanie pochodzili z oddziałów gen. Stanisława Bułaka-Bałachowicza, dawnych oddziałów kozackich pod komendą esauła W. Jakowlewa oraz 3 Armii Rosyjskiej pod dowództwem gen. Borysa Peremykina, wchodzącej w skład sił zbrojnych pod komendą gen. Wrangla. Pierwszy transport internowanych dotarł do Torunia 25 grudnia 1920, następny – w pięć dni później. W pierwszej grupie do Torunia dotarł tysiąc żołnierzy i oficerów z oddziałów Bułaka-Bałachowicza, druga grupa liczyła dwa razy więcej ludzi. W obozie w Toruniu przebywało 591 oficerów i 857 szeregowców z armii Peremykina, ponadto zaś 130 związanych z nią cywilów. Mniejsza liczba internowanych pochodziła z oddziałów kozackich; składało się na nią 24 cywilów, 570 szeregowców i 126 oficerów. Doraźnie, do czasowej pracy, do Torunia trafiali również osadzeni w innych obozach. W 18. Pułku Ułanów Pomorskich pracowała grupa 200 byłych żołnierzy gen. Denikina, przysłanych do tej pracy z obozu w Tucholi. 
Obóz w Toruniu istniał do jesieni 1921. W czasie jego istnienia co najmniej 300 osób dokonało udanej ucieczki, czego przyczyną mogły być trudne warunki lokalowe i sanitarne panujące w obozie. Uciekinierzy ci najczęściej opuszczali Toruń, kierując się na wschodnie ziemie Polski lub do większych miast. Do Torunia docierali natomiast inni zbiegowie – z Obozu Internowanych nr 7 w Tucholi. Już po zamknięciu obozu w Toruniu część przebywających w nim żołnierzy i oficerów otrzymała możliwość legalnego pozostania w mieście. Warunkiem było znalezienie stałego zatrudnienia – wówczas wydawana była karta zwolnienia z obozu i karta pobytu. W celu zdobycia karty Rosjanie często podejmowali czasowo nielegalną pracę. Wśród osób, które pozostały w Toruniu, przeważali oficerowie i ich rodziny, zatrudniani najczęściej w prywatnych przedsiębiorstwach lub przy pomocniczych pracach w jednostkach Wojska Polskiego. Liczebność tej grupy szacuje się na ok. 220 osób. 
W Toruniu osiedliła się również część czterystosobowej grupy jeńców bolszewickich z obozu w Tucholi, którzy po jego zamknięciu w listopadzie 1922 pozostali na terytorium województwa pomorskiego. Toruń, obok Grudziądza i Bydgoszczy, uważany był przez nich za jedno z najatrakcyjniejszych miejsc osiedlenia ze względu na szanse na zdobycie stałej pracy.

## Mniejszość rosyjska w dwudziestoleciu międzywojennym

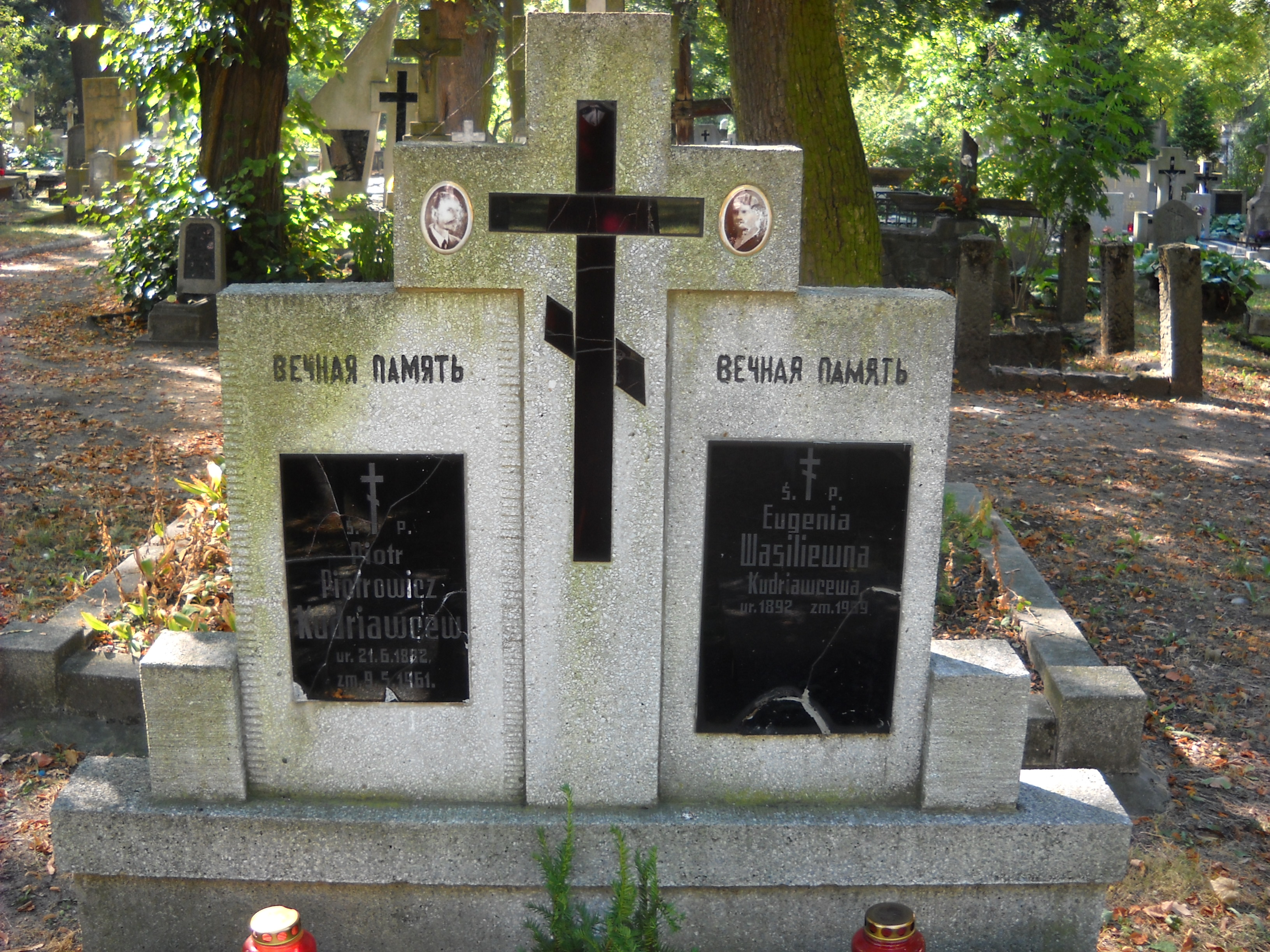
Grób Piotra Kudriawcewa, działacza mniejszości rosyjskiej w Toruniu przed II wojną światową na cmentarzu garnizonowym w Toruniu

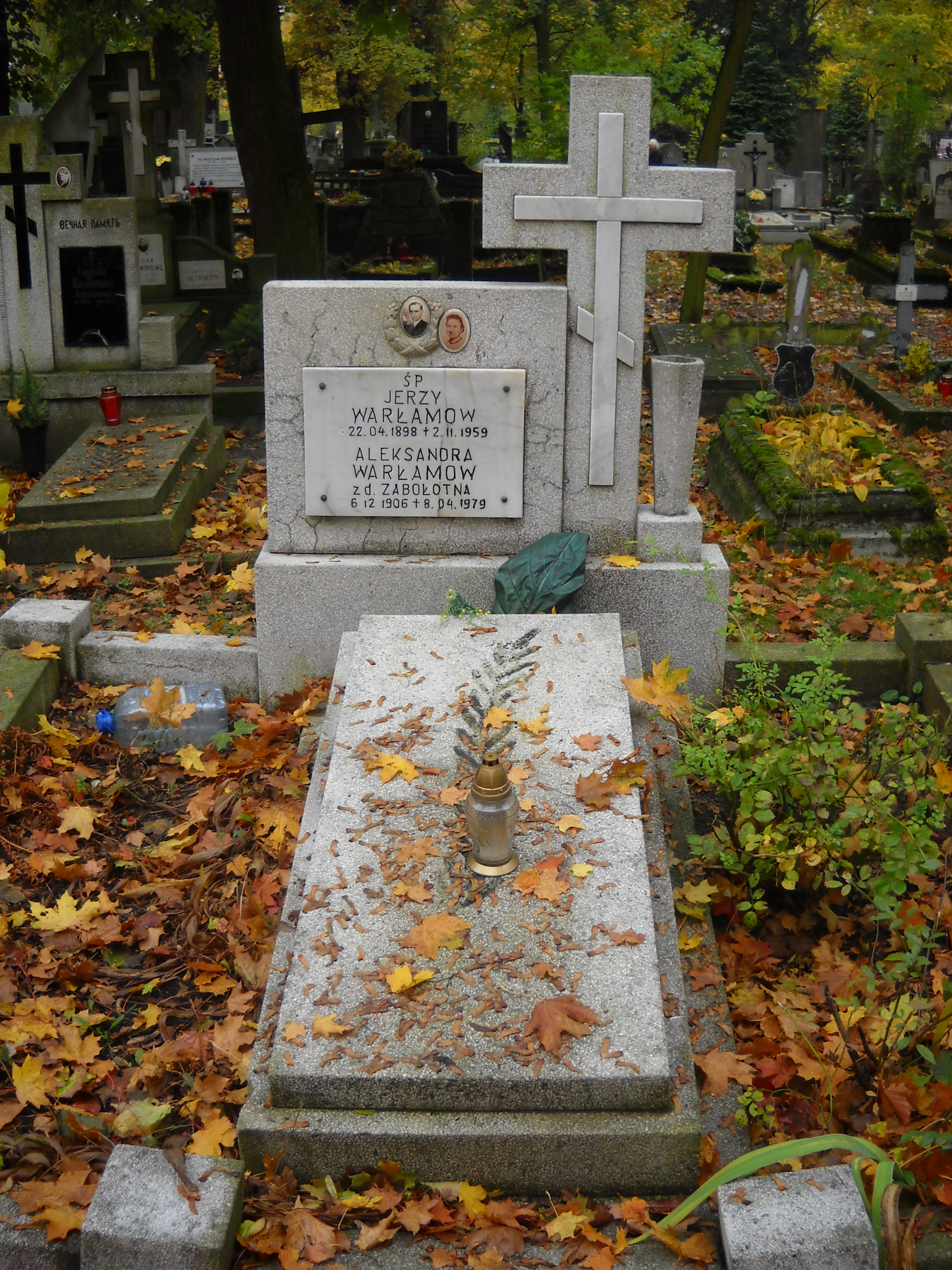
Grób Jerzego Warłamowa, przedwojennego działacza Bractwa Prawosławnego w Toruniu na cmentarzu garnizonowym w Toruniu

W 1923 liczba osób narodowości rosyjskiej zamieszkujących na stałe w Toruniu ustabilizowała się na poziomie około stu. 22 lipca 1924 na terenie miasta rozpoczęta została rejestracja obcokrajowców narodowości rosyjskiej oraz ukraińskiej, którzy musieli zadeklarować chęć pozostania w Polsce lub wyjazdu. Świadome zignorowanie nakazu rejestracji wiązało się z wydaleniem z obszaru II RP. Rosjanie, którzy pozostali w mieście, według spisu z 1923 w większości pracowali jako rzemieślnicy różnych specjalności, rzadziej robotnicy, technicy, lekarze, handlowcy oraz urzędnicy. W większości byli to dawni oficerowie, podczas gdy szeregowcy stanowili najmniej liczną grupę spośród pozostających w Toruniu. Według danych z lutego 1922 większość społeczności rosyjskiej stanowili samotni mężczyźni (156 osób przy 23. mężczyznach posiadających rodziny). W 1923 Rosjanin nazwiskiem Popow razem z Żydem Alterem i Niemcem Szulcem założył placówkę handlową "Poppow i Ska". 
Rosjanie zamieszkali w Toruniu szybko zaczęli organizować życie kulturalne w swoim środowisku. Jeszcze w Obozie Internowanych nr 15 metodą powielaczową były drukowane czasopisma Nasza Gazeta, Donskij Kozak oraz Otzwuki. Rosjanie organizowali kursy czytania i pisania dla analfabetów oraz powoływali do życia zespoły muzyczne, grupy teatralne i chóry. Ich występy miały charakter otwarty. Zespół złożony z Rosjan wystawił nawet w Toruniu opery Giuseppe Verdiego La Traviata i Rigoletto, zyskując pozytywne oceny w lokalnej prasie. W organizacji życia kulturalnej w obozie oraz późniejszego życia społeczności rosyjskiej w Toruniu uczestniczył oddział Chrześcijańskiego Związku Młodzieży Męskiej. Rosjanie powołali również do życia drużynę piłkarską, która rozgrywała mecze z działającymi w Toruniu klubami "Czarni" i Gryf". 
Oprócz cywilnych Rosjan osiadłych na stałe, w Toruniu obecni byli również żołnierze Wojska Polskiego narodowości rosyjskiej. Zgodnie z systemem kierowania rekrutów do jednostek odległych od ich miejsca urodzenia i dotychczasowego zamieszkania, w poborze na przełomie lat 1922/1923 do Torunia trafiły liczne grupy Ukraińców, Białorusinów oraz Żydów ze wschodnich województw kraju. Wśród rekrutów byli również obywatele polscy narodowości rosyjskiej, którzy w lutym 1923 stanowili 0,97% wszystkich żołnierzy. 
| Data          | Liczba Rosjan |
| ------------- | ------------- |
| grudzień 1920 | ok. 3000      |
| kwiecień 1922 | ok. 400       |
| luty 1923     | 114           |
| grudzień 1928 | 100           |
| grudzień 1929 | 105           |
| maj 1930      | 112           |
| styczeń 1931  | 116           |
| wrzesień 1931 | 116           |
| sierpień 1932 | 98            |

### Aktywność polityczna
Rosjanie wcześnie zaczęli również tworzyć organizacje o charakterze politycznym. Wiosną 1921 złożyli prośbę do władz miejskich o rejestrację Komitetu Obywateli Wschodniej Syberii i Dalekiego Wschodu, na którą otrzymali odpowiedź odmowną. Siedziba zarządu Komitetu miała się mieścić przy ul. Głównej 32 w Podgórzu. Rok później, w czerwcu 1922, wpłynęła kolejna prośba o rejestrację stowarzyszenia nazwanego Komitetem Rosyjskim. W przedłożonym projekcie jego statutu zawarto informację, iż celem Komitetu ma być udzielanie Rosjanom wszelkiej pomocy prawnej i materialnej, jak również dbanie o zaspokajanie ich potrzeb kulturalnych i religijnych. Stowarzyszenie miało mieć charakter otwarty także dla Polaków płci obojga, pod warunkiem opłacania rocznej składki członkowskiej w wysokości 600 marek polskich. Władze miasta odmówiły jednak również tym razem, gdyż ugrupowanie to miało zrzeszać zwolenników odbudowy Imperium Rosyjskiego w granicach sprzed 1914, przeciwnych niepodległości Polski. Główni inicjatorzy powstania Komitetu, podpułkownik Sergiusz Głuszkow i pułkownik Borys Tymoszczenko zostali internowani w obozie pod Strzałkowem. Na decyzję wojewody pomorskiego wpływ miał fakt, iż płk Tymoszczenko był już znanym działaczem monarchistycznym, udzielającym się w stowarzyszeniach o tym profilu politycznym działających w Gdańsku, a utrzymującym kontakty z podobnymi organizacjami z Paryża i Berlina, co potwierdziła rewizja w jego mieszkaniu. Ostatecznie rosyjska organizacja o charakterze monarchistycznym nigdy nie powstała w Toruniu, jednak idee te pozostawały silne wśród przedstawicieli mniejszości rosyjskiej w mieście. Ich wyrazem były np. panichidy odprawiane w rocznicę śmierci gen. Wrangla czy ostatniej rosyjskiej carycy-matki Marii Fiodorowny. 
Na niewielką skalę rosyjscy emigranci wykazywali sympatie komunistyczne. Szewc Włodzimierz Iwanow organizował w mieście zebrania o takim charakterze, zakończone po interwencji policji w grudniu 1921. Uczestnicy rozpędzonego wówczas zebrania trafili do obozów w Tucholi i pod Strzałkowem.
Mimo faktu, iż duża ilość rosyjskich mieszkańców Torunia reprezentowała poglądy monarchistyczne, nie prowadzili oni na terenie miasta działalności antypolskiej, a nawet podkreślali swoją lojalność wobec II Rzeczypospolitej. W 1928 w cerkwi prawosławnej w Toruniu odbyło się nabożeństwo w intencji Polski, podczas którego świątynia została przystrojona biało-czerwonymi flagami. Podobne symbole pojawiły się na domach Rosjan. W roku następnym wzięli oni również udział w uroczystościach imienin marszałka Józefa Piłsudskiego.

### Organizacje społeczne

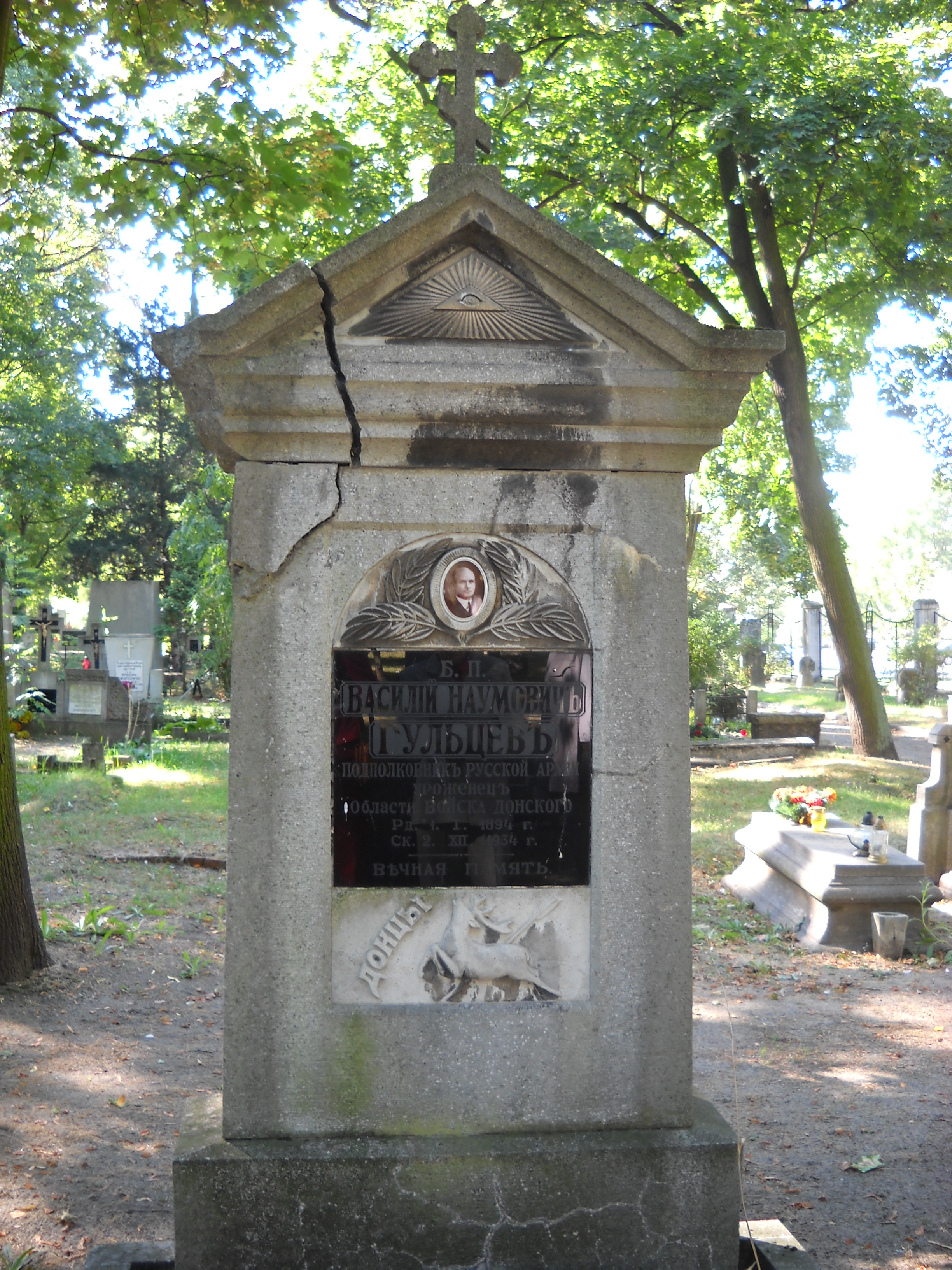
Grób podpułkownika Wasilija Gulcewa, organizatora i pierwszego prezesa Toruńskiego Oddziału Rosyjskiego Komitetu Opiekuńczego nad Emigrantami w Polsce, na cmentarzu garnizonowym w Toruniu

W styczniu 1923 Rosjanami w Toruniu zainteresował się Rosyjski Komitet Opiekuńczy, zarejestrowany w sierpniu 1921, z siedzibą w Warszawie. Jego pierwszym przedsięwzięciem była organizacja biblioteki rosyjskojęzycznej, czym miał zająć się oddelegowany do Torunia pracownik Komitetu Wasilij Gulcew. Władze Torunia wyraziły zgodę na urządzenie biblioteki, którą zlokalizowano w wynajętym pomieszczeniu w kamienicy przy ul. Mickiewicza 116. W pierwszej fazie swojego istnienia biblioteka posiadała jedynie ok. 80-90 pozycji, nie dysponowała również czytelnią. Korzystanie z niej było nieodpłatne. Mimo wyrażenia zgody na jej urządzenie władze miejskie traktowały lokal biblioteczny jako ewentualne miejsce spotkań emigrantów i starały się utrzymywać go pod obserwacją.
15 sierpnia 1926 odbyło się pierwsze zebranie Toruńskiego Oddziału Rosyjskiego Komitetu Opiekuńczego nad Emigrantami w Polsce, w lokalu przy ul. Mostowej 6. Oddział postawił sobie za zadanie realizację w Toruniu zadań statutowych Komitetu, jakimi było udzielanie wszelkiej pomocy rosyjskim emigrantom, uchodźcom i byłym jeńcom wojennym w Polsce, reprezentowanie ich w urzędach i wobec władz oraz prowadzenie w ich środowisku aktywności oświatowej i kulturalnej. Szczególnymi zadaniami oddziału toruńskiego miała być opieka nad biblioteką rosyjską, wspieranie materialne najuboższych Rosjan żyjących w Toruniu, także poprzez doradztwo prawne. Pierwszym prezesem oddziału był W. Gulcew, od 9 września 1928 – S. Isajewicz, zaś od 1 grudnia 1929 – ponownie Gulcew. Według zachowanych dokumentów z walnego zebrania we wrześniu 1928, organizacja zwracała się z prośbą do władz miasta o wsparcie finansowe Komitetu oraz wydanie pozwolenia na dodatkową zbiórkę pieniędzy na potrzeby najuboższych emigrantów rosyjskich. Szczególnie widoczną w życiu miasta sferą działalności Komitetu była jednak aktywność kulturalna: organizacja koncertów muzyki rosyjskiej oraz odczytów. Szczególnie często poruszanym w ich trakcie tematem była bieżąca sytuacja w Związku Radzieckim. Wiadomo, że 31 marca 1928 mec. K. Nikołajew przedstawił publiczny referat zatytułowany Drogi Rosji po rewolucji, zaś 5 kwietnia 1930 dziennikarz M. Donarski mówił o prześladowaniach religijnych w ZSRR. W tym drugim spotkaniu wzięło udział ok. 100. słuchaczy.
Mniejszość rosyjska, jak również mniej od niej liczebna mniejszość ukraińska w Toruniu, były traktowane przez polską większość mieszkańców pozytywnie. Wyrazem przekonania o lojalności Rosjan wobec Polski i wygaśnięciu wcześniejszych podejrzeń wobec nich jest fakt, że po 1932 władze faktycznie zaprzestały wcześniejszych działań obserwacyjnych względem tej grupy, skupiając się na znacznie liczniejszej mniejszości niemieckiej w mieście.

### Religia

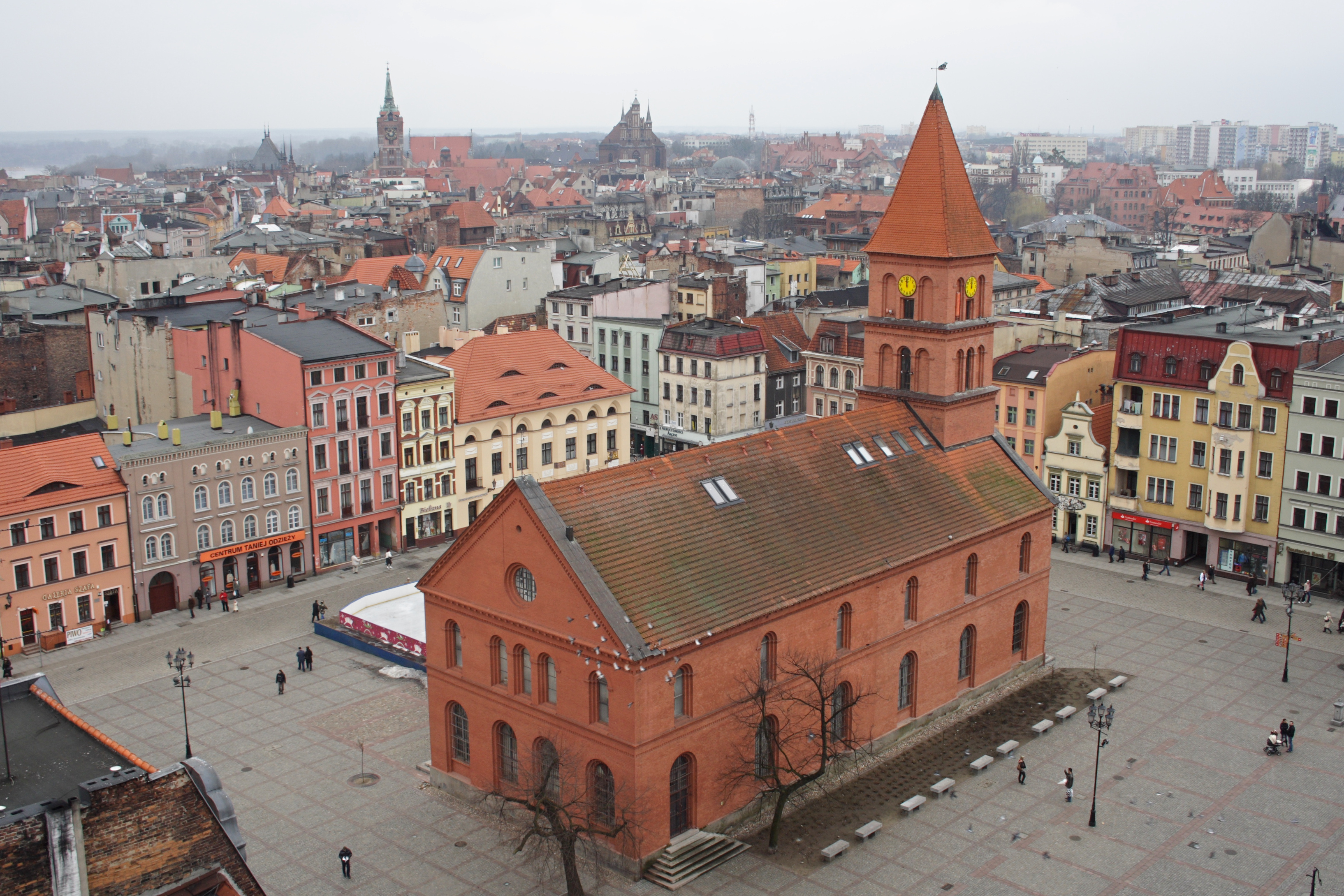
Budynek dawnego zboru ewangelickiego na Rynku Nowomiejskim w Toruniu był w okresie międzywojennym wykorzystywany jako miejsce nabożeństw prawosławnych

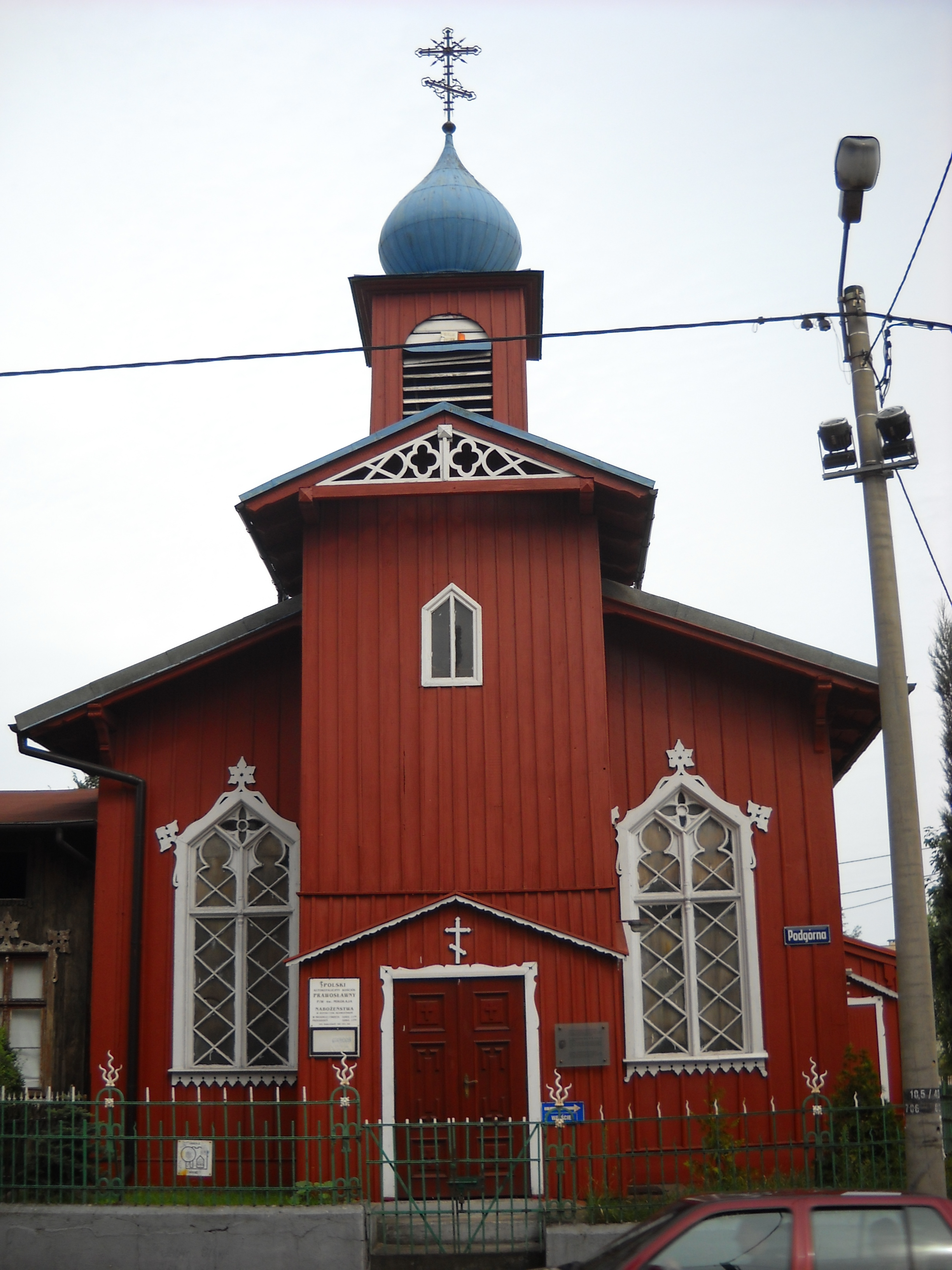
Cerkiew św. Mikołaja przy ul. Podgórnej

Rosjanie, zamieszkali na stałe na Pomorzu, byli wyznawcami prawosławia, chociaż zdarzały się wśród nich przypadki konwersji na katolicyzm. Tymczasowa kaplica prawosławna pod wezwaniem św. Mikołaja działała już w Obozie Internowanych. Parafia ta pozostawała czynna także po formalnej likwidacji obozu, do uregulowania statusu emigrantów rosyjskich i ukraińskich w 1924. Ze względu na brak cerkwi lub przynajmniej kaplicy domowej, prawosławni wynajmowali różne obiekty: kaplicę ewangelicko-augsburską przy ul. Strumykowej (marzec-październik 1922) oraz kaplicę ewangelicko-reformowaną przy ul. Dominikańskiej. 6 stycznia 1924 prawosławni przejęli kaplicę wojskową na terenie Baonu Sanitarnego nr 8, która stała się świątynią parafii wojskowej. Opiekowała się ona żołnierzami wyznania prawosławnego odbywającymi w Toruniu służbę wojskową oraz emigrantami rosyjskimi i ukraińskimi. W 1927 parafia uzyskała prawo do użytkowania dawnego ewangelickiego kościoła Trójcy Świętej na Rynku Nowomiejskim, który został wyświęcony na cerkiew pod wezwaniem św. Mikołaja. Funkcję tę budynek spełniał do 1939, kiedy hitlerowskie władze okupacyjne zamknęły cerkiew. Pozwoliły jednak na urządzenie nowej, czynnej do dziś świątyni prawosławnej w budynku dawnego kościoła staroluterańskiego przy ul. Podgórnej 69, która nosi to samo wezwanie. 
Istnienie parafii prawosławnej odgrywało istotną rolę w integracji mniejszości rosyjskiej i rozwoju jej życia kulturalnego. Szczególną rolę dla niej odegrał pierwszy duchowny parafii, ks. kapelan Stefan (Rudyk), którego aktywność na rzecz Rosjan wzbudziła zastrzeżenia władz wojskowych i doprowadziła do jego przeniesienia do pracy w Grudziądzu, a następnie w Katowicach. 
Z inicjatywy rosyjskiej społeczności w Toruniu 29 grudnia 1925 został złożony wniosek o rejestrację Bractwa Prawosławnego w Toruniu. Wniosek zawierał projekt statutu, który przewidywał, iż Bractwo będzie stowarzyszeniem otwartym dla wszystkich wyznawców prawosławia niezależnie od narodowości. Uzależniał również jego ostateczne powstanie od zgody metropolity warszawskiego i całej Polski. Władze miejskie zarejestrowały Bractwo 26 stycznia 1926, natomiast pozytywna decyzja ze strony metropolii warszawskiej wpłynęła 12 maja tego samego roku. W momencie swojego zebrania konstytucyjnego, jakie miało miejsce w lokalu przy ul. Mostowej 6 – 14 lipca 1926, liczyło 104. członków (nie wszyscy byli Rosjanami). 
Bractwo zajmowało się nie tylko działalnością związaną bezpośrednio z religią, ale i organizowało przedstawienia amatorskie, koncerty, odczyty i spotkania różnego rodzaju. Składka członkowska wynosiła 1 złoty na miesiąc. Bractwo było głównym organizatorem chóru śpiewającego w toruńskiej cerkwi, przygotowywało również coroczne obchody Bożego Narodzenia otwarte dla wszystkich Rosjan. Prowadziło również działalność kulturalną – z jego inicjatywy odbywały się koncerty muzyki cerkiewnej oraz odczyty o podobnej tematyce. Działalność Bractwa uzupełniała się tematycznie z działalnością Toruńskiego Oddziału Rosyjskiego Komitetu Opiekuńczego, członkostwo w obydwu organizacjach było częstym przypadkiem. Sytuacja ta zmieniła się po 1930. Wówczas konflikty personalne między działaczami rosyjskimi w Toruniu doprowadziły do zakończenia współpracy między obydwoma organizacjami. Do tej pory dzieliły one lokal przy ul. Bydgoskiej 66 i wspólną bibliotekę. W momencie podziału Oddział Toruński Rosyjskiego Komitetu Opiekuńczego razem ze swoim księgozbiorem przeniósł się do wynajętych pomieszczeń przy ul. Bydgoskiej 26 A. 
Kwestia postawy Rosjan mieszkających w Toruniu wobec wybuchu II wojny światowej i hitlerowskiej okupacji Torunia nie została dotąd zbadana i opisana.

## Mniejszość rosyjska po 1945

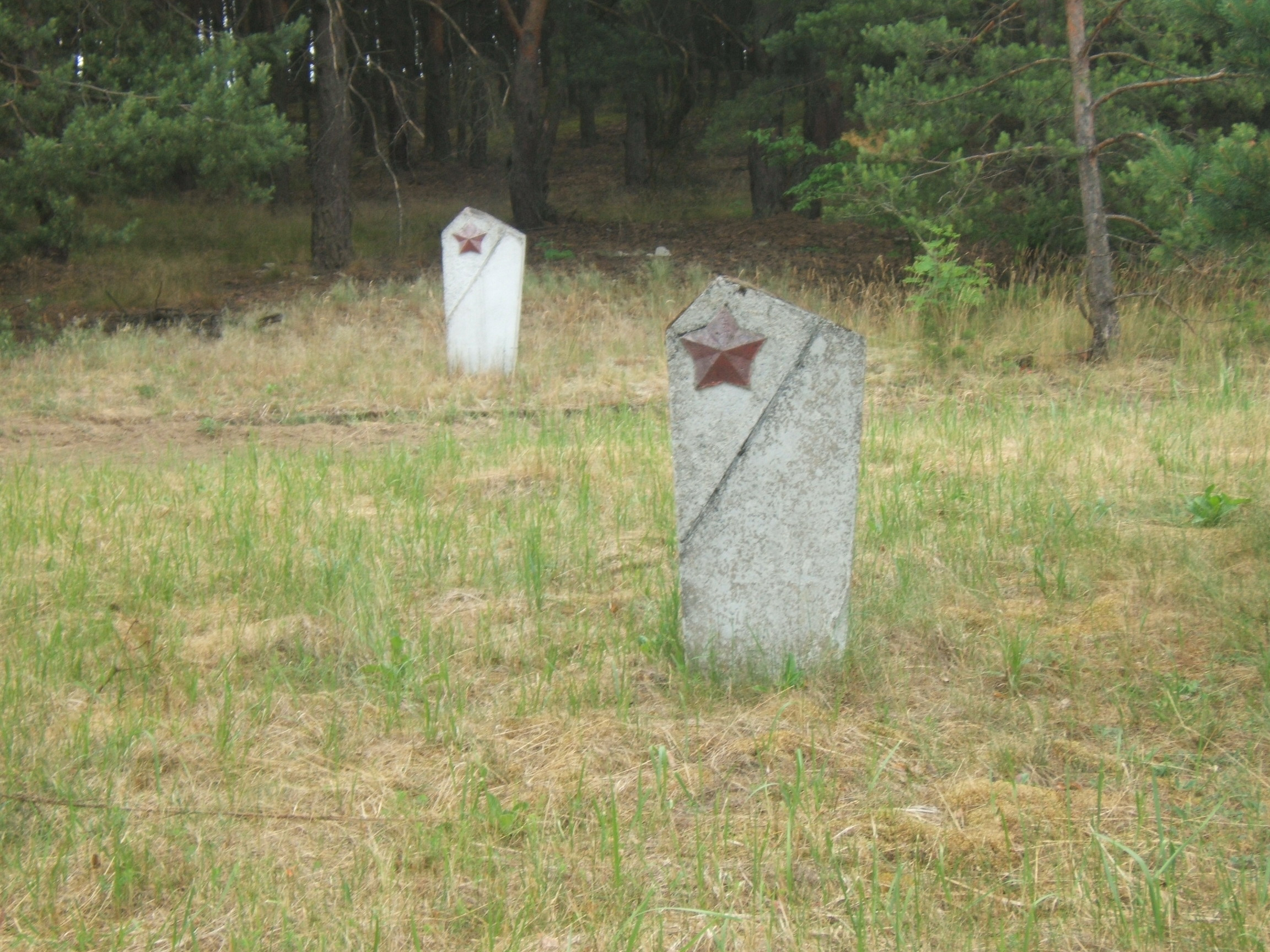
Groby jeńców radzieckich zmarłych w hitlerowskim obozie jenieckim na toruńskich Glinkach

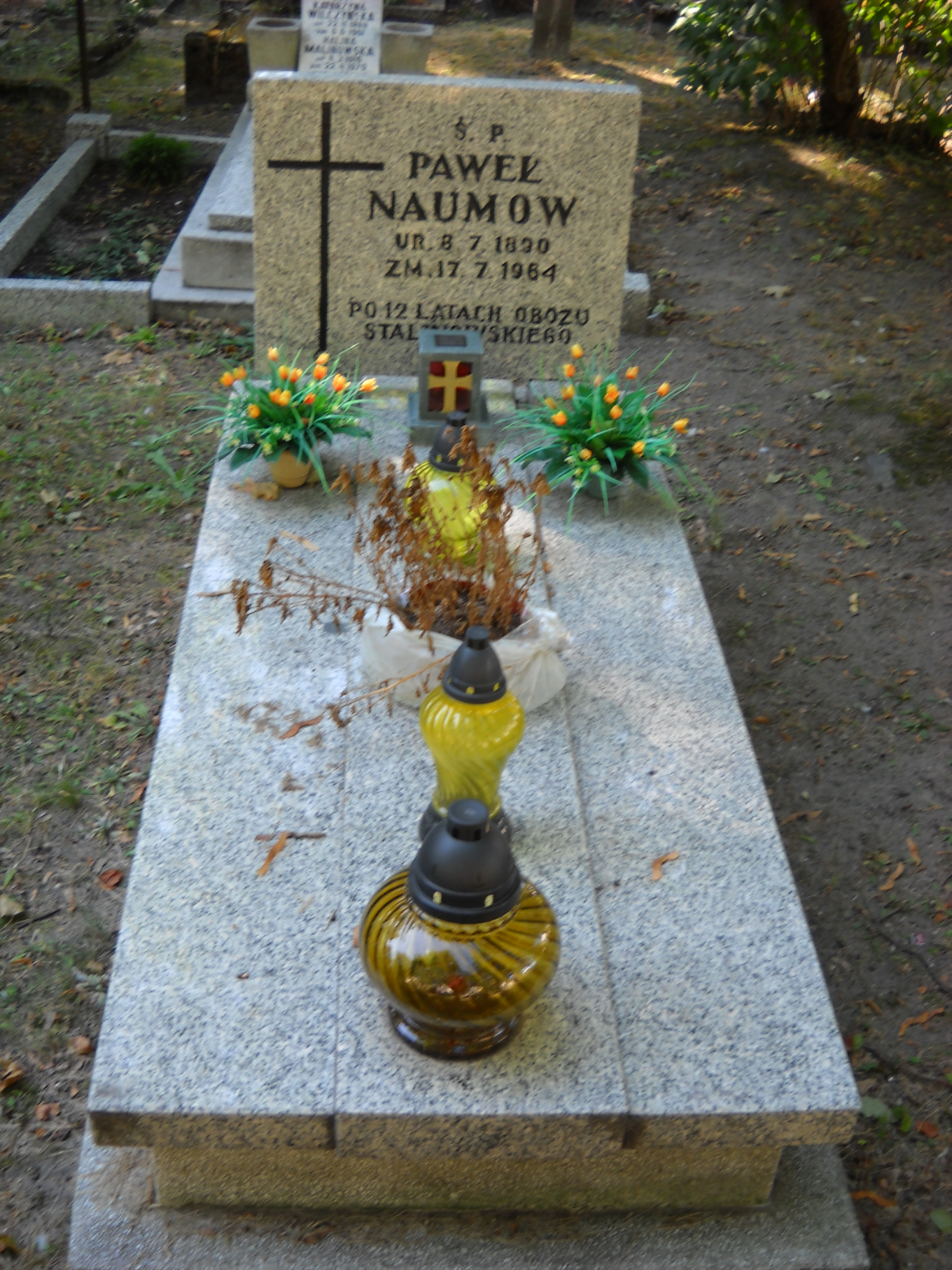
Grób Pawła Naumowa, przedwojennego działacza Bractwa Prawosławnego w Toruniu, więźnia obozów stalinowskich, na cmentarzu garnizonowym w Toruniu

W 1941 istniejący już wcześniej w Toruniu obóz jeniecki został poszerzony o oddział przeznaczony dla wziętych do niewoli żołnierzy Armii Czerwonej. Byli oni przetrzymywani na wyznaczonym dla nich obszarze w pobliżu linii kolejowej z Torunia do Bydgoszczy, w dzielnicy Glinki, w barakach lub samodzielnie wykopanych jamach ziemnych. Jeńcy radzieccy byli wykorzystywani do prac przymusowych na terenie Torunia i pobliskich miejscowości w wymiarze 10-12 godzin dziennie, co w połączeniu z fatalnymi warunkami sanitarnymi panującymi w obozie przyczyniło się do wyjątkowo wysokiej śmiertelności wśród osadzonych. Łącznie w działającym do stycznia 1945 obozie zmarło 14219 osadzonych, pochowanych w zbiorowych grobach w lesie przy drodze wyjazdowej do miejscowości Cierpice. Dziś teren cmentarza czerwonoarmistów jest uporządkowany, zaś w 1969 przed bramą cmentarza wzniesiono pomnik ku ich czci. 
W czasie II wojny światowej na terytorium Pomorza, a w tym Torunia, znalazła się również grupa uciekinierów z ZSRR. Władze tego kraju prowadziły po wojnie zdecydowane działania na rzecz ich powrotu. Na przełomie 1945 i 1946 w Toruniu przebywało 49 takich osób (bez wskazania konkretnej narodowości). Większość z nich została przymusowo repatriowana. Jednak dane z 1951 wskazują na 18. Rosjan, którzy przybyli do Torunia w czasie II wojny światowej, i pozostali w mieście po przejściu pełnej procedury uzyskiwania obywatelstwa polskiego. 
Po wejściu Armii Czerwonej do Torunia Rosjanie związani z białą emigracją stali się grupą szczególnie narażoną na prześladowania. Według M. Golona z Torunia wywieziono ok. 30 Rosjan i Ukraińców, co stanowiło blisko 1/3 wszystkich wywózek Rosjan z Pomorza. Ten sam autor stwierdza, że jest prawdopodobnym powrót części wywiezionych z łagrów, jednak brak danych statystycznych uniemożliwia ustalenie dalszych losów deportowanych. Wśród wywiezionych, którzy zostali wywiezieni do obozu i nie wrócili do Torunia, był proboszcz parafii prawosławnej ks. Wiaczesław Rafalski (służący następnie w Warszawie) oraz jego córka Natalia. W dokumencie toruńskiego Urzędu Bezpieczeństwa zawarto 11 nazwisk Rosjan z Torunia, których uznano za nielojalnych wobec władzy radzieckiej oraz nowych władz Polski, oficjalnie na podstawie analizy ich zachowania w czasie II wojny światowej. Zdaniem M. Golona podstawą do takiej oceny niektórych osób mógł być jednak fakt ich pozostania na emigracji w Polsce w okresie międzywojennym oraz prowadzona w tym czasie działalność. Dokumenty UB potwierdzają również, że także po wojnie mniejszość rosyjska pozostawała w pozytywnych stosunkach z Polakami. 
W latach powojennych nie były prowadzone szczegółowe statystyki ilości osób poszczególnych narodowości w Toruniu. W sierpniu 1945 odnotowano jedynie liczbę mieszkańców Torunia narodowości innej niż polska i niemiecka, którą ustalono na 121 osób. Mieszczą się w niej zarówno Rosjanie, jak i mniej liczni Ukraińcy i Białorusini. Z kolei w 1948 liczbę Rosjan w ówczesnym województwie pomorskim oszacowano na 301 osób. Wiadomo przy tym, że byli oni skoncentrowani w dużych miastach – obok Torunia były to Włocławek, Bydgoszcz i Gdańsk, co odpowiadało tendencjom sprzed wojny. Jedyne bardziej szczegółowe zestawienie dla Torunia zostało wykonane dopiero w 1960 przez Powiatową Radę Narodową. W powiecie toruńskim mieszkało według niego 28 Rosjan. 
Wywózki i aresztowania, jak również próby ukrywania się sprawiły, że życie mniejszości rosyjskiej nie mogło toczyć się dotychczasowym trybem. M. Golon uważa jednak, że w porównaniu z innymi miejscowościami na Pomorzu (poza Gdańskiem), gdzie pozostali przedstawiciele słowiańskich mniejszości narodowych, społeczność toruńska była i tak dobrze zorganizowana, w czym pomagał fakt przetrwania parafii prawosławnej. Działające przed wojną stowarzyszenia nie wznowiły jednak działalności. 
Śladem obecności rosyjskich emigrantów w Toruniu są kwatery prawosławne na cmentarzach garnizonowym (obecnie Cmentarz Komunalny nr 1) oraz św. Jerzego. Na Cmentarzu Garnizonowym i Cmentarzu Komunalnym nr 2 znajdują się ponadto groby żołnierzy Armii Czerwonej poległych w rejonie Torunia w 1945 lub wziętych do niewoli i w niej zmarłych.